# Jokin Uria
Jokin Uria Lekuona (Lezo, 12 febbraio 1965) è un ex calciatore spagnolo, di ruolo difensore e centrocampista.

## Caratteristiche tecniche
Giocava come terzino sinistro e come esterno di una difesa a cinque. All'occorrenza poteva disimpegnarsi anche a centrocampo.

## Carriera
Prodotto del vivaio Txuri-urdin, giocò per quasi tutta la carriera nella Real Sociedad.
Esordì nella Liga spagnola il 17 dicembre 1986, all'Estadio Ramón de Carranza contro il Cadice, con John Benjamin Toshack in panchina. In quella stagione vinse la Coppa del Re 1986-1987 battendo in finale l'Atlético Madrid.
Nel 1997 lasciò la Real Sociedad dopo 12 stagioni, tutte in Primera División.
Nella stagione 1997-1998 disputò l'ultima annata da professionista all'SD Eibar, in Segunda División B, con Periko Alonso come allenatore, prima di ritirarsi dal calcio giocato.

## Palmarès

### Club

#### Competizioni nazionali
- Copa del Rey: 1

Real Sociedad: 1986-1987